# Вест-Брейдентон (Флорида)
Вест-Брейдентон (англ. West Bradenton) — переписна місцевість (CDP) в США, в окрузі Манаті штату Флорида. Населення — 4247 осіб (2020).

## Географія
Вест-Брейдентон розташований за координатами 27°30′4″ пн. ш. 82°36′51″ зх. д. / 27.50111° пн. ш. 82.61417° зх. д. (27.500989, -82.614195).  За даними Бюро перепису населення США в 2010 році переписна місцевість мала площу 3,52 км², з яких 3,35 км² — суходіл та 0,17 км² — водойми.

## Демографія
Згідно з переписом 2010 року, у переписній місцевості мешкали 4192 особи в 1659 домогосподарствах у складі 1206 родин. Густота населення становила 1192 особи/км².  Було 1799 помешкань (512/км²).
Расовий склад населення:
| - 93,8 % — білих - 1,3 % — азіатів - 0,8 % — чорних або афроамериканців - 0,5 % — корінних американців - 0,2 % — вихідців з тихоокеанських островів - 1,5 % — осіб інших рас |

До двох чи більше рас належало 1,8 %. Частка іспаномовних становила 4,7 % від усіх жителів.
За віковим діапазоном населення розподілялося таким чином: 20,9 % — особи молодші 18 років, 62,6 % — особи у віці 18—64 років, 16,5 % — особи у віці 65 років та старші. Медіана віку мешканця становила 45,9 року. На 100 осіб жіночої статі у переписній місцевості припадало 94,5 чоловіків;  на 100 жінок у віці від 18 років та старших — 94,0 чоловіків також старших 18 років.
Середній дохід на одне домашнє господарство  становив 79 409 доларів США (медіана — 55 873), а середній дохід на одну сім'ю — 76 702 долари (медіана — 61 069). Медіана доходів становила 42 500 доларів для чоловіків та 42 537 доларів для жінок. За межею бідності перебувало 9,2 % осіб, у тому числі 2,9 % дітей у віці до 18 років та 3,9 % осіб у віці 65 років та старших.
Цивільне працевлаштоване населення становило 2009 осіб. Основні галузі зайнятості: освіта, охорона здоров'я та соціальна допомога — 31,9 %, науковці, спеціалісти, менеджери — 18,9 %, роздрібна торгівля — 10,3 %, виробництво — 5,7 %.